# موتور شیرمحمد (نصرت‌آباد)
موتور شیرمحمد روستایی در دهستان نصرت‌آباد بخش نصرت‌آباد شهرستان زاهدان استان سیستان و بلوچستان ایران است.

## جمعیت
بر پایه سرشماری عمومی نفوس و مسکن در سال ۱۳۹۵ جمعیت این روستا ۱۳ نفر (۴خانوار) بوده‌است.